# Medzirozsutce

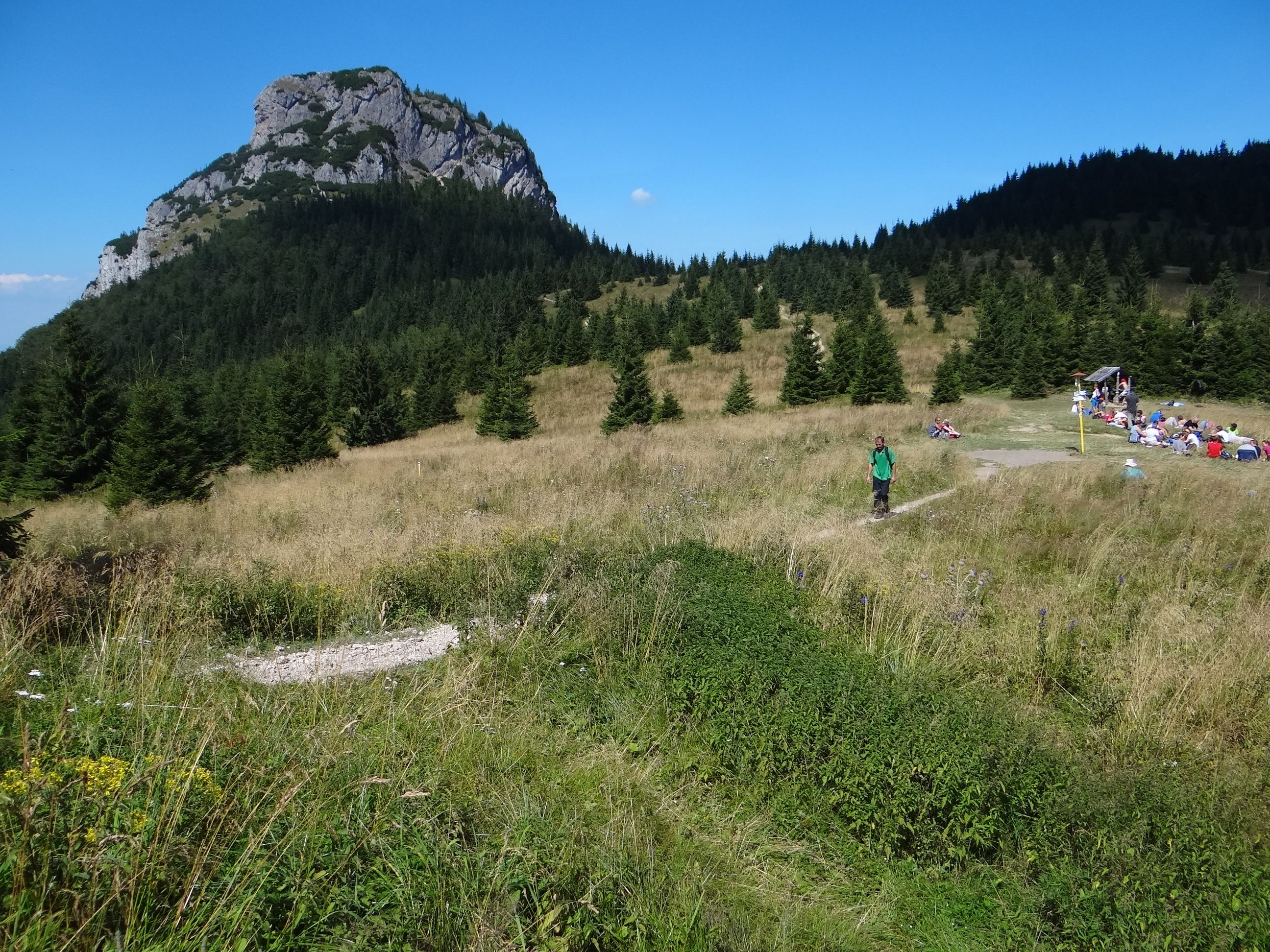
Pohled ze sedla Medzirozsutce (1 200 m) na Malý Rozsutec (1 344 m)

Medzirozsutce (1 200 m n. m.) je sedlo v Malé Fatře na Slovensku. Nachází se v hlavním hřebeni kriváňské části pohoří mezi Velkým Rozsutcem (1 609 m) a hřebenem Malého Rozsutce. Hlavní hřeben se asi 300 m severně od sedla napojuje na kolmý hřeben "Rozsutcov", v němž se za sedlem Zákres (1 225 m) nachází Malý Rozsutec (1 344 m). Západní svahy spadají do tzv. Jánošíkových dier, východní do Biele doliny. Místo je součástí Národní přírodní rezervace Rozsutec. Jedná se důležitou křižovatku turistických tras, nachází se zde turistický přístřešek se stolem a lavicemi. Kousek pod sedlem se nachází pramen pitné vody.

## Přístup
- po červené  značce ze sedla Zákres nebo ze sedla Medziholie
- po modré  značce z rozcestí Pod Tanečnicou nebo z rozcestí Pod Medziholím